# Grand Prix Rosji 2016
Grand Prix Rosji 2016 (oficjalnie 2016 Formula 1 Russian Grand Prix) – czwarta eliminacja Mistrzostw Świata Formuły 1 w sezonie 2016. Grand Prix odbyło się w dniach 29 kwietnia – 1 maja 2016 roku na torze Sochi Autodrom w Soczi.

## Lista startowa
Źródło: Wyprzedź Mnie!
| Nr | Kierowca          | Zespół                        | Samochód               | Silnik                         | Opony |
| -- | ----------------- | ----------------------------- | ---------------------- | ------------------------------ | ----- |
| 3  | Daniel Ricciardo  | Red Bull Racing               | Red Bull RB12          | TAG Heuer 1.6T V6              | P     |
| 5  | Sebastian Vettel  | Scuderia Ferrari              | Ferrari SF16-H         | Ferrari 059/5 1.6T V6          | P     |
| 6  | Nico Rosberg      | Mercedes AMG Petronas F1 Team | Mercedes F1 W07 Hybrid | Mercedes PU106C Hybrid 1.6T V6 | P     |
| 7  | Kimi Räikkönen    | Scuderia Ferrari              | Ferrari SF16-H         | Ferrari 059/5 1.6T V6          | P     |
| 8  | Romain Grosjean   | Haas F1 Team                  | Haas VF-16             | Ferrari 059/5 1.6T V6          | P     |
| 9  | Marcus Ericsson   | Sauber F1 Team                | Sauber C35             | Ferrari 059/5 1.6T V6          | P     |
| 11 | Sergio Pérez      | Sahara Force India F1 Team    | Force India VJM09      | Mercedes PU106C Hybrid 1.6T V6 | P     |
| 12 | Felipe Nasr       | Sauber F1 Team                | Sauber C35             | Ferrari 059/5 1.6T V6          | P     |
| 14 | Fernando Alonso   | McLaren Honda                 | McLaren MP4-31         | Honda RA616H 1.6T V6           | P     |
| 19 | Felipe Massa      | Williams Martini Racing       | Williams FW38          | Mercedes PU106C Hybrid 1.6T V6 | P     |
| 20 | Kevin Magnussen   | Renault Sport Formula 1 Team  | Renault R.S.16         | Renault RE16 1.6T V6           | P     |
| 21 | Esteban Gutiérrez | Haas F1 Team                  | Haas VF-16             | Ferrari 059/5 1.6T V6          | P     |
| 22 | Jenson Button     | McLaren Honda                 | McLaren MP4-31         | Honda RA616H 1.6T V6           | P     |
| 26 | Daniił Kwiat      | Red Bull Racing               | Red Bull RB12          | TAG Heuer 1.6T V6              | P     |
| 27 | Nico Hülkenberg   | Sahara Force India F1 Team    | Force India VJM09      | Mercedes PU106C Hybrid 1.6T V6 | P     |
| 30 | Jolyon Palmer     | Renault Sport Formula 1 Team  | Renault R.S.16         | Renault RE2016 1.6T V6         | P     |
| 33 | Max Verstappen    | Scuderia Toro Rosso           | Toro Rosso STR11       | Ferrari 059/4 1.6T V6          | P     |
| 34 | Alfonso Celis     | Sahara Force India F1 Team    | Force India VJM09      | Mercedes PU106C Hybrid 1.6T V6 | P     |
| 44 | Lewis Hamilton    | Mercedes AMG Petronas F1 Team | Mercedes F1 W07 Hybrid | Mercedes PU106C Hybrid 1.6T V6 | P     |
| 46 | Siergiej Sirotkin | Renault Sport Formula 1 Team  | Renault R.S.16         | Renault RE2016 1.6T V6         | P     |
| 55 | Carlos Sainz Jr.  | Scuderia Toro Rosso           | Toro Rosso STR11       | Ferrari 059/4 1.6T V6          | P     |
| 77 | Valtteri Bottas   | Williams Martini Racing       | Williams FW37          | Mercedes PU106C Hybrid 1.6T V6 | P     |
| 88 | Rio Haryanto      | Manor Racing MRT              | Manor MRT05            | Mercedes PU106C Hybrid 1.6T V6 | P     |
| 94 | Pascal Wehrlein   | Manor Racing MRT              | Manor MRT05            | Mercedes PU106C Hybrid 1.6T V6 | P     |
| Nr | Kierowca          | Zespół                        | Samochód               | Silnik                         | Opony |

## Wyniki

### Sesje treningowe
Źródło: Wyprzedź Mnie!
| Sesja | Nr | Kierowca       | Konstruktor | Czas     | Okr. |
| ----- | -- | -------------- | ----------- | -------- | ---- |
| 1     | 6  | Nico Rosberg   | Mercedes    | 1:38,127 | 32   |
| 2     | 44 | Lewis Hamilton | Mercedes    | 1:37,583 | 30   |
| 3     | 6  | Nico Rosberg   | Mercedes    | 1:36,403 | 17   |

### Kwalifikacje
Źródło: Wyprzedź Mnie!
| Poz. | Nr | Kierowca          | Konstruktor          | Q1       | Q2       | Q3       | Poz. s. |
| --- | --- | ----------------- | -------------------- | -------- | -------- | -------- | ------- |
| 1 | 6 | Nico Rosberg      | Mercedes             | 1:36,119 | 1:35,337 | 1:35,417 | 1       |
| 2 | 5 | Sebastian Vettel  | Ferrari              | 1:36,555 | 1:36,623 | 1:36,123 | 7       |
| 3 | 77 | Valtteri Bottas   | Williams–Mercedes    | 1:37,746 | 1:37,140 | 1:36,536 | 2       |
| 4 | 7 | Kimi Räikkönen    | Ferrari              | 1:36,976 | 1:36,741 | 1:36,663 | 3       |
| 5 | 19 | Felipe Massa      | Williams–Mercedes    | 1:37,753 | 1:37,230 | 1:37,016 | 4       |
| 6 | 3 | Daniel Ricciardo  | Red Bull–TAG Heuer   | 1:38,091 | 1:37,569 | 1:37,125 | 5       |
| 7 | 11 | Sergio Pérez      | Force India–Mercedes | 1:38,006 | 1:37,282 | 1:37,212 | 6       |
| 8 | 26 | Daniił Kwiat      | Red Bull–TAG Heuer   | 1:38,265 | 1:37,606 | 1:37,459 | 8       |
| 9 | 33 | Max Verstappen    | Toro Rosso–Ferrari   | 1:38,123 | 1:37,510 | 1:37,583 | 9       |
| 10 | 44 | Lewis Hamilton    | Mercedes             | 1:36,006 | 1:35,820 | –        | 10      |
| 11 | 55 | Carlos Sainz Jr.  | Toro Rosso–Ferrari   | 1:37,784 | 1:37,652 | –        | 11      |
| 12 | 22 | Jenson Button     | McLaren–Honda        | 1:38,332 | 1:37,701 | –        | 12      |
| 13 | 27 | Nico Hülkenberg   | Force India–Mercedes | 1:38,562 | 1:37,771 | –        | 13      |
| 14 | 14 | Fernando Alonso   | McLaren–Honda        | 1:37,971 | 1:37,807 | –        | 14      |
| 15 | 8 | Romain Grosjean   | Haas–Ferrari         | 1:38,383 | 1:38,055 | –        | 15      |
| 16 | 21 | Esteban Gutiérrez | Haas–Ferrari         | 1:38,678 | 1:38,115 | –        | 16      |
| 17 | 20 | Kevin Magnussen   | Renault              | 1:38,914 | –        | –        | 17      |
| 18 | 30 | Jolyon Palmer     | Renault              | 1:39,009 | –        | –        | 18      |
| 19 | 12 | Felipe Nasr       | Sauber–Ferrari       | 1:39,018 | –        | –        | 19      |
| 20 | 94 | Pascal Wehrlein   | MRT–Mercedes         | 1:39,399 | –        | –        | 20      |
| 21 | 88 | Rio Haryanto      | MRT–Mercedes         | 1:39,463 | –        | –        | 21      |
| 22 | 9 | Marcus Ericsson   | Sauber–Ferrari       | 1:39,519 | –        | –        | 22      |
| Poz. | Nr | Kierowca          | Konstruktor          | Q1       | Q2       | Q3       | Poz. s. |
| \| Legenda \| Legenda \| \| ------------------------ \| ---------------------------------------------------------------------------------------------------------------------------------------------------------------------------------------------------------------------------------------------------------------- \| \| Poz. Nr Q1 Q2 Q3 Poz. s. \| Pozycja zajęta w sesji kwalifikacyjnej Numer startowy kierowcy Wynik uzyskany w pierwszej części kwalifikacji Wynik uzyskany w drugiej części kwalifikacji Wynik uzyskany w trzeciej części kwalifikacji Pozycja startowa po uwzględnięniu kar, przesunięć, itp. \| | |                   |                      |          |          |          |         |
| Legenda | |                   |                      |          |          |          |         |
| Poz. Nr Q1 Q2 Q3 Poz. s. | Pozycja zajęta w sesji kwalifikacyjnej Numer startowy kierowcy Wynik uzyskany w pierwszej części kwalifikacji Wynik uzyskany w drugiej części kwalifikacji Wynik uzyskany w trzeciej części kwalifikacji Pozycja startowa po uwzględnięniu kar, przesunięć, itp. |                   |                      |          |          |          |         |

### Wyścig

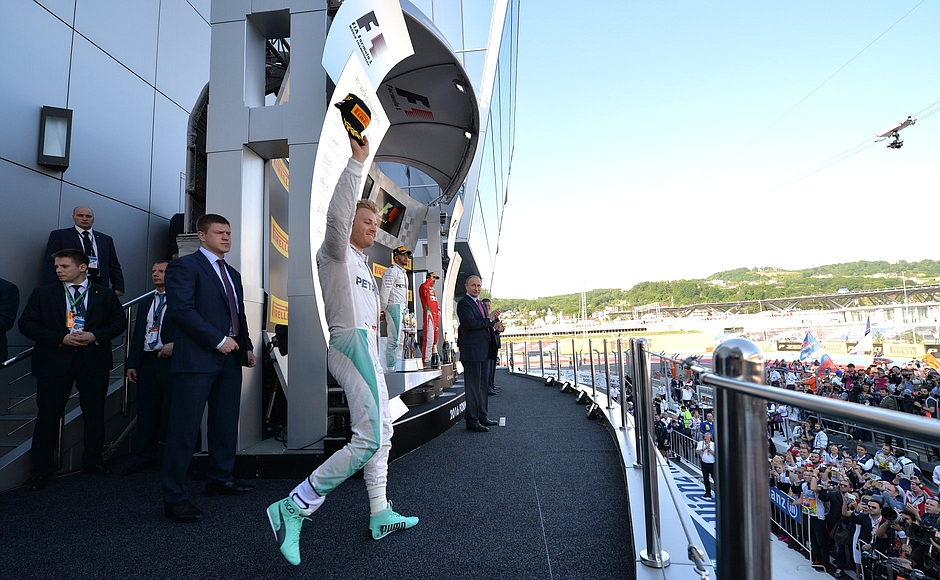
Nico Rosberg, Lewis Hamilton, Kimi Räikkönen i Władimir Putin podczas Grand Prix Rosji 2016

Źródło: Wyprzedź Mnie!
| P                 | + / –     | Nr | Kierowca          | Konstruktor          | Okr. | Czas / Strata | Komentarz                        |
| ----------------- | --------- | -- | ----------------- | -------------------- | ---- | ------------- | -------------------------------- |
| 1                 | Bez zmian | 6  | Nico Rosberg      | Mercedes             | 53   | 1h32m41,997   |                                  |
| 2                 | 8         | 44 | Lewis Hamilton    | Mercedes             | 53   | +0:25,022     |                                  |
| 3                 | Bez zmian | 7  | Kimi Räikkönen    | Ferrari              | 53   | +0:31,998     |                                  |
| 4                 | 2         | 77 | Valtteri Bottas   | Williams–Mercedes    | 53   | +0:50,217     |                                  |
| 5                 | 1         | 19 | Felipe Massa      | Williams–Mercedes    | 53   | +1:14,427     |                                  |
| 6                 | 8         | 14 | Fernando Alonso   | McLaren–Honda        | 52   | +1 okr.       |                                  |
| 7                 | 10        | 20 | Kevin Magnussen   | Renault              | 52   | +1 okr.       |                                  |
| 8                 | 7         | 8  | Romain Grosjean   | Haas–Ferrari         | 52   | +1 okr.       |                                  |
| 9                 | 3         | 11 | Sergio Pérez      | Force India–Mercedes | 52   | +1 okr.       |                                  |
| 10                | 2         | 22 | Jenson Button     | McLaren–Honda        | 52   | +1 okr.       |                                  |
| 11                | 6         | 3  | Daniel Ricciardo  | Red Bull–TAG Heuer   | 52   | +1 okr.       |                                  |
| 12                | 1         | 55 | Carlos Sainz Jr.  | Toro Rosso–Ferrari   | 52   | +1 okr.       |                                  |
| 13                | 5         | 30 | Jolyon Palmer     | Renault              | 52   | +1 okr.       |                                  |
| 14                | 8         | 9  | Marcus Ericsson   | Sauber–Ferrari       | 52   | +1 okr.       |                                  |
| 15                | 7         | 26 | Daniił Kwiat      | Red Bull–TAG Heuer   | 52   | +1 okr.       |                                  |
| 16                | 3         | 12 | Felipe Nasr       | Sauber–Ferrari       | 52   | +1 okr.       |                                  |
| 17                | 1         | 21 | Esteban Gutiérrez | Haas–Ferrari         | 52   | +1 okr.       |                                  |
| 18                | 2         | 94 | Pascal Wehrlein   | MRT–Mercedes         | 51   | +2 okr.       |                                  |
| Niesklasyfikowani |           |    |                   |                      |      |               |                                  |
|                   |           | 33 | Max Verstappen    | Toro Rosso–Ferrari   | 33   | +20 okr.      | silnik                           |
|                   |           | 5  | Sebastian Vettel  | Ferrari              | 0    | +53 okr.      | kolizja z Kwiatem                |
|                   |           | 27 | Nico Hülkenberg   | Force India–Mercedes | 0    | +53 okr.      | kolizja z Haryanto i Gutiérrezem |
|                   |           | 88 | Rio Haryanto      | MRT–Mercedes         | 0    | +53 okr.      | kolizja z Hülkenbergiem          |
| P                 | + / –     | Nr | Kierowca          | Konstruktor          | Okr. | Czas / Strata | Komentarz                        |

### Najszybsze okrążenie
Źródło: Wyprzedź Mnie!
| Nr | Kierowca     | Konstruktor | Czas     | Okr. |
| -- | ------------ | ----------- | -------- | ---- |
| 6  | Nico Rosberg | Mercedes    | 1:39,094 | 52   |

## Prowadzenie w wyścigu
Źródło: Racing–Reference.info
| Nr                              | Kierowca     | Okrążenia | Suma |
| ------------------------------- | ------------ | --------- | ---- |
| 6                               | Nico Rosberg | 1-53      | 53   |
| \| Wykres \| \| ------ \| \| \| |              |           |      |
| Wykres                          |              |           |      |
|                                 |              |           |      |

## Klasyfikacja po zakończeniu wyścigu

### Kierowcy
| P  | +/− | Kierowca          | Starty | Punkty | P1 | P2 | P3 | PP | NO | NS |
| -- | --- | ----------------- | ------ | ------ | -- | -- | -- | -- | -- | -- |
| 1  | 0   | Nico Rosberg      | 4      | 100    | 4  | –  | –  | 2  | 2  | –  |
| 2  | 0   | Lewis Hamilton    | 4      | 57     | –  | 2  | 1  | 2  | –  | –  |
| 3  | +2  | Kimi Räikkönen    | 4      | 43     | –  | 1  | 1  | –  | –  | 1  |
| 4  | −1  | Daniel Ricciardo  | 4      | 36     | –  | –  | –  | –  | 1  | –  |
| 5  | −1  | Sebastian Vettel  | 3      | 33     | –  | 1  | 1  | –  | –  | 1  |
| 6  | 0   | Felipe Massa      | 4      | 32     | –  | –  | –  | –  | –  | –  |
| 7  | +1  | Romain Grosjean   | 4      | 22     | –  | –  | –  | –  | –  | –  |
| 8  | −1  | Daniił Kwiat      | 3      | 21     | –  | –  | 1  | –  | –  | –  |
| 9  | +1  | Valtteri Bottas   | 4      | 19     | –  | –  | –  | –  | –  | –  |
| 10 | −1  | Max Verstappen    | 4      | 13     | –  | –  | –  | –  | –  | 1  |
| 11 | +7  | Fernando Alonso   | 3      | 8      | –  | –  | –  | –  | –  | 1  |
| 12 | +2  | Kevin Magnussen   | 4      | 6      | –  | –  | –  | –  | –  | –  |
| 13 | −2  | Nico Hülkenberg   | 4      | 6      | –  | –  | –  | –  | 1  | 1  |
| 14 | −2  | Carlos Sainz Jr.  | 4      | 4      | –  | –  | –  | –  | –  | 1  |
| 15 | 0   | Sergio Pérez      | 4      | 2      | –  | –  | –  | –  | –  | –  |
| 16 | +3  | Jenson Button     | 4      | 1      | –  | –  | –  | –  | –  | 1  |
| 17 | −4  | Stoffel Vandoorne | 1      | 1      | –  | –  | –  | –  | –  | –  |
| 18 | −2  | Jolyon Palmer     | 3      | 0      | –  | –  | –  | –  | –  | –  |
| 19 | −2  | Marcus Ericsson   | 4      | 0      | –  | –  | –  | –  | –  | 1  |
| 20 | 0   | Pascal Wehrlein   | 4      | 0      | –  | –  | –  | –  | –  | –  |
| 21 | 0   | Felipe Nasr       | 4      | 0      | –  | –  | –  | –  | –  | –  |
| 22 | 0   | Esteban Gutiérrez | 4      | 0      | –  | –  | –  | –  | –  | 2  |
| 23 | 0   | Rio Haryanto      | 4      | 0      | –  | –  | –  | –  | –  | 2  |
| P  | +/− | Kierowca          | Starty | Punkty | P1 | P2 | P3 | PP | NO | NS |

### Konstruktorzy
| P  | +/− | Konstruktor               | Starty | Punkty | P1 | P2 | P3 | PP | NO | NS |
| -- | --- | ------------------------- | ------ | ------ | -- | -- | -- | -- | -- | -- |
| 1  | 0   | Mercedes                  | 8      | 157    | 4  | 2  | 1  | 4  | 2  | –  |
| 2  | 0   | Ferrari                   | 7      | 76     | –  | 2  | 2  | –  | –  | 2  |
| 3  | 0   | Red Bull Racing TAG Heuer | 7      | 57     | –  | –  | 1  | –  | 1  | –  |
| 4  | 0   | Williams Mercedes         | 8      | 51     | –  | –  | –  | –  | –  | –  |
| 5  | 0   | Haas Ferrari              | 8      | 22     | –  | –  | –  | –  | –  | 2  |
| 6  | 0   | Toro Rosso Ferrari        | 8      | 17     | –  | –  | –  | –  | –  | 2  |
| 7  | +1  | McLaren Honda             | 8      | 10     | –  | –  | –  | –  | –  | 2  |
| 8  | −1  | Force India Mercedes      | 8      | 8      | –  | –  | –  | –  | 1  | 1  |
| 9  | 0   | Renault                   | 7      | 6      | –  | –  | –  | –  | –  | –  |
| 10 | 0   | Sauber Ferrari            | 8      | 0      | –  | –  | –  | –  | –  | 1  |
| 11 | 0   | MRT Mercedes              | 8      | 0      | –  | –  | –  | –  | –  | 2  |
| P  | +/− | Konstruktor               | Starty | Punkty | P1 | P2 | P3 | PP | NO | NS |